# Erica floccifera
Erica floccifera är en ljungväxtart som beskrevs av Alexander Zahlbruckner. Erica floccifera ingår i släktet klockljungssläktet, och familjen ljungväxter. Inga underarter finns listade i Catalogue of Life.